# Мадагаскарско-российские отношения
Мадагаскарско-российские отношения — дипломатические, экономические, торговые отношения между двумя странами: Мадагаскаром и Российской Федерацией.

## История
Первые попытки установить отношения с Мадагаскаром предпринимал ещё Пётр I. Узнав в 1721 году о существовании этого острова от шведского перебежчика вице-адмирала Даниэля Вильстера, Пётр отрядил два корабля, которые вышли из Петербурга в Бенгалию, с заходом на Мадагаскар 21 декабря 1723 года. Впрочем, оба судна вскоре получили повреждения и были вынуждены вернуться. Через некоторое время к походу были готовы два других судна, но экспедиция уже потеряла смысл, так как английские войска в 1724 году разгромили существовавшую на Мадагаскаре «пиратскую республику», а её «короля» Каспара Вильгельма (называвшего себя Морган), с которым и рассчитывал установить отношения Пётр I, заточила в тюрьму.
Первыми русскими, ступившими на землю Мадагаскара, были безымянные матросы. Осенью 1771 года словак, австрийский граф Мориц Август Бенёвский бежал из Большерецка (ныне Усть-Большерецк) (Камчатка), куда был сослан после пленения русскими войсками, захватив корабль «Святой Пётр». В Китае он поменял корабль, расстался с бо́льшей частью команды, и примерно спустя год высадился на восточном побережье Мадагаскара. Среди его команды было минимум двое русских, которые после вооружённого конфликта Бенёвского с французскими властями в 1786 году бежали на материк.
Первые русские корабли достигли Мадагаскара в 1890 году. Вплоть до 1917 года Министерством иностранных дел неоднократно поднимался вопрос о создании консульства на острове, но до революции этого так и не случилось.

## Наше время
Дипломатические отношения двух государств были установлены 29 сентября 1972 года. В 1974 году были заключены соглашения об экономическом и техническом сотрудничестве, в 1975 году — торговое соглашение.
Торговый оборот с Мадагаскаром носит непостоянный, рваный характер, последние годы импорт сильно опережает экспорт.